# Euorodalus lucifer
Euorodalus lucifer är en skalbaggsart som beskrevs av Koshantschikov 1894. Euorodalus lucifer ingår i släktet Euorodalus och familjen Aphodiidae. Inga underarter finns listade i Catalogue of Life.